# Graphomya eximia
Graphomya eximia är en tvåvingeart som beskrevs av Stein 1919. Graphomya eximia ingår i släktet Graphomya och familjen husflugor. Inga underarter finns listade i Catalogue of Life.